# Incêndio em Joanesburgo em 2023
Em 31 de agosto de 2023, por volta da 01h30 SAST, um incêndio atingiu um edifício em Joanesburgo, África do Sul, matando 77 pessoas e ferindo outras 88. Foi um dos incêndios mais mortíferos da história da África do Sul.

## Eventos
O incêndio ocorreu no centro de Joanesburgo, num edifício abandonado de cinco andares na esquina das ruas Delvers e Albert, que estava ocupado por cerca de 400 pessoas empobrecidas, muitas delas cidadãos estrangeiros, migrantes econômicos e requerentes de asilo. O incêndio começou nas primeiras horas da manhã do dia 31 de agosto de 2023 e a causa do incêndio não é conhecida atualmente. Ele se espalhou pelo prédio, prendendo muitas pessoas devido às frágeis divisórias e portões entre salas improvisadas construídas pelos moradores.
Muitos moradores pularam das janelas do prédio para escapar, alguns dos quais não sobreviveram ao salto. Os bombeiros encontraram corpos empilhados onde morreram, em um portão trancado no térreo, enquanto tentavam sair do prédio em chamas.

## O edifício
O edifício, 80 Albert Street, foi construído em 1954 como sede do Departamento de Assuntos Não Europeus de Joanesburgo, servindo como Escritório de Passes para fazer cumprir as leis de passes que controlam o movimento de pessoas negras para Joanesburgo sob o sistema de apartheid. A partir de 1994, o prédio abrigou um abrigo para mulheres, mais tarde denominado Abrigo Feminino de Usindiso. Em 2019, uma clínica instalada no edifício foi realocada pelo MMC para Saúde e Desenvolvimento Social Mpho Phalatse, uma vez que o edifício estava ocupado por invasores e considerado inseguro.

## Resposta
O incêndio chamou a atenção para as centenas de edifícios sequestrados no centro de Joanesburgo, normalmente sobrelotados e não regulamentados e habitados por pessoas empobrecidas e marginalizadas, incluindo inúmeros migrantes indocumentados para o centro econômico da África do Sul, Joanesburgo.
O presidente Cyril Ramaphosa visitou o local da tragédia, que classificou um "sinal de alerta". O primeiro-ministro Panyaza Lesufi anunciou um inquérito sobre o incêndio. Enquanto as ONG e os proprietários de propriedades no centro da cidade acusam as autoridades municiapis de Joanesburgo de negligenciar os seus edifícios e de não prestar serviços e aplicar regulamentos de segurança, membros do governo municipal culpam as ONG por ações judiciais que contestam com sucesso as tentativas anteriores da cidade de expulsar posseiros de propriedades semelhantes.
Alguns moradores que sobreviveram ao incêndio recusaram-se a embarcar nos ônibus disponibilizados para serem transferidos para alojamentos de emergência em centros comunitários, temendo que a recolocação fosse usada pelas autoridades como pretexto para a deportação e não querendo abandonar o resto de seus pertences no prédio queimado.